# The Good Doctor (seizoen 4)
Dit artikel vat het vierde seizoen van The Good Doctor samen.

## Hoofdrollen
- Freddie Highmore - dr. Shaun Murhpy
- Antonia Thomas - dr. Claire Browne
- Hill Harper - dr. Marcus Andrews
- Richard Schiff - dr. Aaron Glassman
- Christina Chang - dr. Audrey Lim
- Fiona Gubelmann - dr. Morgan Reznick
- Will Yun Lee - dr. Alex Park

## Afleveringen

### Aflevering 1
8 februari 2021
Frontline deel 1
Dr. Murphy behandelt een patiënt met een ziekte die niet alleen onvoorspelbaar van aard is, maar ook anders dan alles wat hij of het team eerder heeft gezien. Dr. Browne blijft haar verdriet verwerken, nog steeds aan het bijkomen van de dood van Dr. Melendez.

### Aflevering 2
8 februari 2021
Frontline deel 2
Dr. Murphy en het team proberen COVID-19 beter te begrijpen; Dr. Browne zoekt via haar patiënten een manier om de dood van Dr. Melendez te bedroeven; Dr. Park en Mia bespreken samen hun toekomst.

### Aflevering 3
15 februari 2021
Newbies
Terwijl verschillende kandidaten strijden om een residentie in St. Bonaventure, geeft hoofd chirurgie, dr. Audrey Lim, dr. Shaun Murphy, dr. Claire Browne en dr. Alex Park de opdracht om de beste eerstejaars-kandidaten te begeleiden. Terwijl hun leerlingen hen vandaag volgen, ontmoeten Shaun en Park Andrews om een moeilijke operatie voor een minderjarige te bespreken. Later beledigt Shaun onbedoeld Lea terwijl ze de voor- en nadelen van de controversiële operatie bespreekt. En elders roept dr. Morgan Reznick de hulp van Claire en Lim in voor een consult.

### Aflevering 4
22 februari 2021
Not The Same
De zwangere patiënt met een tweeling van Dr. Reznick en Dr. Murphy heeft pijn, waardoor de doktoren moeten worstelen met een beslissing die niemand wil nemen; Dr. Murphy vraagt Lea om weer in te trekken, ondanks haar bedenkingen.

### Aflevering 5
1 maart 2021
My Own Damn Fault
Dr. Shaun Murphy zet vraagtekens bij zijn beslissing om de nieuwe bewoners autonomie te geven wanneer een van de verkeerde diagnoses van een patiënt door zijn stagiair ernstige gevolgen heeft. Ondertussen behandelen Dr. Claire Browne, Dr. Alex Park en Dr. Jordan Allen een patiënt met een gescheurde cyste die de belangrijkste functies van haar hersenen beïnvloedt. En elders, dr. Morgan Reznick en Park band over mislukte relaties.

### Aflevering 6
8 maart 2021
Lim
Als hoofd van de chirurgie, dr. Audrey Lim, worstelt met het resterende emotionele trauma van COVID-19, ontmoet ze een jonge oorlogsveteraan die vecht tegen slopende PTSS. Nadat hij zijn zaak met het team heeft besproken, stelt dr. Claire Browne een radicale behandeling voor om hem te helpen. Ondertussen, nog steeds aan het bijkomen van het recente verlies van de patiënt van zijn mentee, verklaart dr. Shaun Murphy dat hij de nieuwe bewoners niet meer wil onderwijzen. En elders houdt een excentrieke patiënt het team bezig.

### Aflevering 7
15 maart 2021
The Uncertainty Principle
Dr. Morgan Reznik ontdekt dat de rijkdom van haar patiënt en de obsessie met het verlengen van zijn leven een gevaarlijke mix is die uiteindelijk meer kan kosten dan hij zich kan veroorloven.

### Aflevering 8
22 maart 2021
Parenting
Het team behandelt een jonge turnster die complicaties ondervindt van haar intensieve training. Shaun ontmoet Lea's ouders voor het eerst.

### Aflevering 9
29 maart 2021
Irresponsible Salad Bar Practices
Lim wordt uitgedaagd door de unieke omstandigheden van een zwangere patiënt met een agressieve tumor. Elders doet Claire een onthutsende ontdekking over bepaalde praktijken in het ziekenhuis, nadat ze een verkeerde diagnose heeft gesteld bij een patiënt.

### Aflevering 10
5 april 2021
Decrypt
Wanneer het ziekenhuis wordt getroffen door een cyberaanval die levensreddende machines dreigt uit te schakelen, gaat Lea de uitdaging aan en probeert ze de hackers te slim af te zijn om zichzelf te bewijzen. Ondertussen behandelt het team een inspirerende kankerpatiënt die een succesvolle filantroop is geworden en die een duister geheim herbergt.

### Aflevering 11
12 april 2021
We're All Crazy Sometimes
Na een ongelooflijk unieke en gecompliceerde operatie aan de wervelkolom te hebben uitgevoerd, daagt Dr. Aaron Glassman de bewoners uit voor een kans om met hem mee te gaan in de operatiekamer. Ondertussen zijn Shaun en Morgan het oneens over de behandeling van een comateuze patiënt met een kankergezwel.

### Aflevering 12
19 april 2021
Teeny Blue Eyes
Wanneer een gerenommeerde chirurg naar St. Bonaventure komt voor behandeling, wordt het enthousiasme van het team snel overschaduwd door het gedrag van de dokter. Na het bestuderen van zijn zaak, ziet dr. Shaun Murphy een patroon dat hij herkent. Ondertussen worden Shaun en Lea gedwongen een levensveranderende beslissing te nemen die de loop van hun relatie zal veranderen.

### Aflevering 13
26 april 2021
Spilled Milk
Dr. Claire is verblind als haar afwezige vader aan haar deur verschijnt. Ondertussen voelt Dr. Shaun zich losgekoppeld van Lea, wat spanning in hun relatie veroorzaakt.

### Aflevering 14
3 mei 2021
Gender Reveal
Shaun en Lea krijgen te horen wat het geslacht van hun baby is. Het enthousiasme van Lea doet Shaun beseffen dat hij een betere partner moet zijn. Het team behandelt een marinepiloot die door een fout van haar vorige arts waarschijnlijk nooit meer de oude zal worden.

### Aflevering 15
10 mei 2021
Waiting
Een politiek protest ontaardt in geweld en leidt tot een schietpartij waarbij twee jonge slachtoffers vallen. Het team voert een race tegen de klok om hun levens te redden.

### Aflevering 16
17 mei 2021
Dr. Ted
Wanneer er complicaties optreden bij de zwangerschap van Lea, nemen Shauns instincten als dokter het over en vindt hij het moeilijk om er gewoon voor haar te zijn als partner. Asher is het niet eens met dr. Park en dr. Andrews wat betreft de wens van een oudere patiënt.

### Aflevering 17
24 mei 2021
Letting go
Shaun zet zijn carrière op het spel door de diagnose van een gerenommeerd chirurg in twijfel te trekken. Claire en het team moeten uitzoeken hoe ver ze bereid zijn te gaan wanneer een van haar idolen opgenomen wordt in het ziekenhuis.

### Aflevering 18
31 mei 2021
Forgive or Forget
Om het verlies van hun baby te verwerken, besluiten Shaun en Lea te gaan kamperen. Morgan en Alex kibbelen over wat volgens hen de beste behandeling is voor hun patiënt.

### Aflevering 19
7 juni 2021
Venga
Het team reist naar Guatemala voor een humanitaire missie. In een klein, landelijk ziekenhuis moeten ze bepalen welke patiënten hun hulp het hardst nodig hebben. En terwijl Shaun helemaal in zijn nopjes is, worstelt Lea op het thuisfront nog steeds met het verlies van hun baby.

### Aflevering 20
14 juni 2021
Vamos
Shaun moet een riskante operatie uitvoeren in het ziekenhuis in Guatemala. Tot overmaat van ramp valt tijdens de ingreep alle stroom uit. De band tussen dr. Lim en dr. Osma wordt hechter terwijl ze samen een moeilijke operatie uitvoeren.